# 千孔珊瑚科
千孔珊瑚科（学名：Milleporidae）为花水母目的一个科。

## 下级分类
本科包括以下属：
- Milleaster Ulrich, 1904
- 千孔珊瑚属 Millepora Linnaeus, 1758
- Permostroma Wu, 1991

## 保育狀況
本科所有种（不包括化石）被列為《瀕危野生動植物種國際貿易公約》（CITES）附錄二的物種，被限制出口及貿易。